# Ото фон Герике
Ото фон Герике (на немски: Otto von Guericke; 1602 – 1686) е германски изобретател, инженер, физик и философ.
Следва право в Лайпциг, Хелмщет и Йена, а завършва математика и физика в Лайден.
Кмет е на Магдебург от 1646 до 1681 г. Издига се в аристокрацията от 1666 г.
Фон Герике е ученият, първи демонстрирал вакуум и изобретил вакумната помпа, както и електростатичния генератор, електрическото отблъскване и връзката между атмосферното налягане и времето.
Сред най-известните му експерименти е с Магдебургските полукълба – 2 еднакви, кухи, плътно прилепени едно до друго полукълба, от които е изтеглен въздухът. С тях през 1654 г. в Магдебург той демонстрира силата на атмосферното налягане (прибл. 1 кг на см²). За разделянето на Магдебургското кълбо е било необходимо да се приложи върху всяко полукълбо силата на 8 коня.

## Семейство
Нидерландският свещеник Йоханес фан Лунен Мартинет (1840 – 1918) е сред потомците на Ото фон Герике, чиято баба е офицерската дъщеря Вилхлемина Йоана фан Герике (1788 – 1830), омъжена за Хардервейкския кмет Йоханес Якобус фан Лунен.

## Трудове
- Experimenta nova (ut vocantur) Magdeburgica de vacuo spatio, 1672